# The Incredible Human Journey
The Incredible Human Journey (tạm dịch: Hành trình đáng kinh ngạc của nhân loại) là một bộ phim tài liệu khoa học năm tập, và cuốn sách đi kèm, do Alice Roberts chủ biên và trình bày, được phát sóng lần đầu tiên trên truyền hình BBC, Anh Quốc, vào tháng Năm và tháng 6 năm 2009.

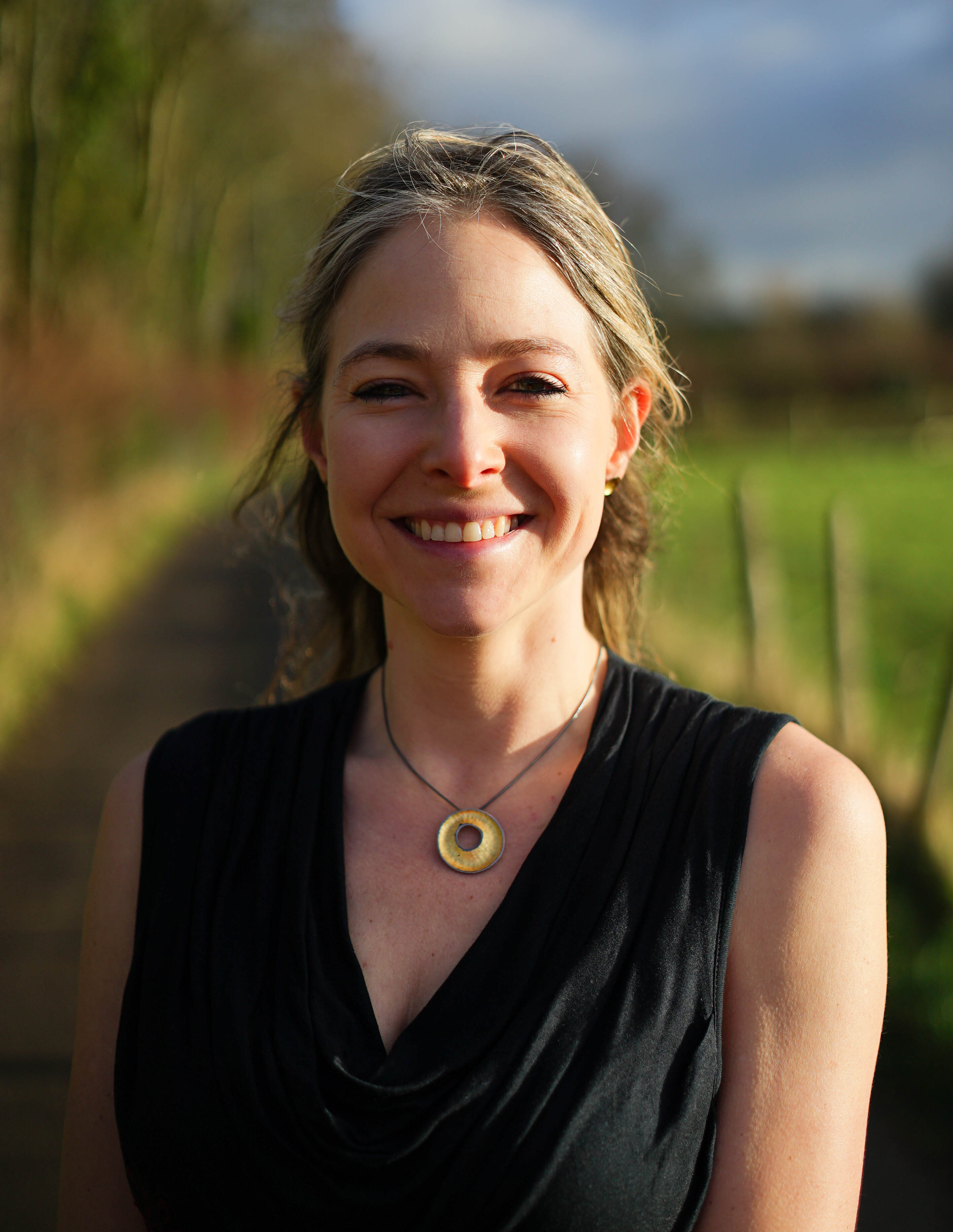
Alice Roberts tháng 01/2016.

Bộ phim diễn giải các bằng chứng cho lý thuyết về sự di cư của người tiền sử rời khỏi châu Phi và sau đó ra khắp thế giới, hỗ trợ cho thuyết "Nguồn gốc châu Phi gần đây của người hiện đại" (Out of Africa). Lý thuyết này cho rằng tất cả mọi người hiện đại có nguồn gốc từ người hiện đại về giải phẫu Homo sapiens ở châu Phi, chứ không phải từ Homo neanderthalensis cổ xưa ở Cận Đông và châu Âu, hoặc từ người bản địa Homo pekinensis ở Trung Quốc, và rằng Homo sapiens hiện đại ở châu Phi đã không giao phối với các loài khác của chi Homo.

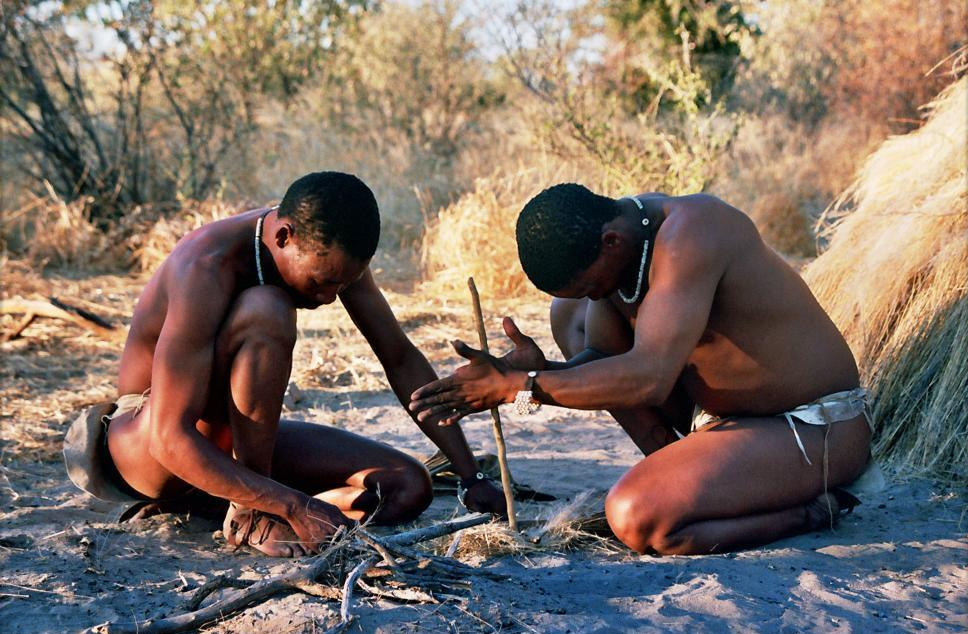
Người San tạo lửa bằng tay

Mỗi tập phim liên quan đến một lục địa khác nhau, và hàng loạt kỹ xảo cảnh quay tại vị trí thực tế ở mỗi lục địa đặc trưng. Tập đầu tiên phát sóng trên BBC Two vào ngày Chủ nhật 10 tháng 5 năm 2009.

## Tóm tắt

### Rời khỏi châu Phi
Trong tập đầu tiên "Out of Africa", Roberts giới thiệu ý tưởng rằng phân tích di truyền cho thấy rằng tất cả con người hiện đại có nguồn gốc từ châu Phi. Cô đến thăm di chỉ Omo ở Ethiopia, đó là nơi phát hiện mẫu vật con người hiện đại về mặt giải phẫu sớm nhất. Cô thăm người San ở Namibia để minh chứng lối sống săn bắt hái lượm còn sót lại đến nay. Tại Nam Phi, cô thăm các hang động ở Pinnacle Point nơi người tối cổ đã sống.

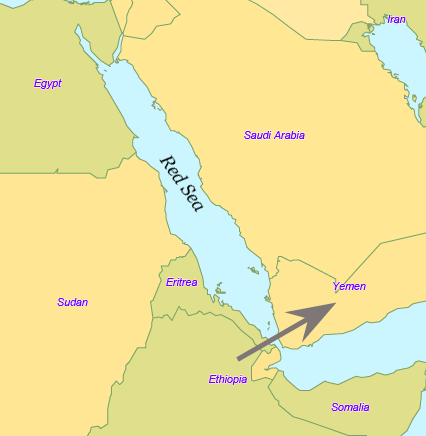
Băng qua Biển Đỏ

Sau đó, cô giải thích rằng di truyền học cho thấy rằng tất cả những người ngoài châu Phi (non-African) có thể là hậu duệ từ một nhóm nhỏ duy nhất từ châu Phi, những người đã rời lục địa hàng chục ngàn năm trước. Cô tìm hiểu các lý thuyết khác nhau về con đường họ đã đi, trong đó di cốt Jebel Qafzeh ở Israel thể hiện là một ngõ cụt của đường di cư biểu kiến là băng qua kênh đào Suez, và nhìn thấy một con đường khác qua Biển Đỏ và xung quanh bờ biển Ả rập như các tuyến đường khả dĩ nhiều hơn cho cuộc di cư của tổ tiên con người hiện đại, đặc biệt là lúc đó mực nước biển thấp hơn hiện nay đến 120 m.

### Châu Á
Trong tập thứ hai, Roberts đi đến Siberia và thăm một cộng đồng dân bản địa bị cô lập là người Evenk vẫn còn sinh sống nhờ vào săn bắn tuần lộc. So sánh cách sống của họ nơi lạnh giá khắc nghiệt, khác biệt với châu Phi ấm áp, cô tự hỏi làm thế nào người châu Phi cổ đại có thể thích nghi được với khí hậu Bắc Á rất băng giá và tại sao người châu Á trông rất khác với người châu Phi.
Sau đó, Roberts dẫn dắt khám phá có một luận thuyết khác với luận thuyết "rời khỏi châu Phi". Đó là giả thuyết "Nguồn gốc đa vùng của người hiện đại" đã đạt được sự hỗ trợ từ một vài nhóm nhà khoa học ở Trung Quốc. Theo lý thuyết này, người Trung Quốc có nguồn gốc từ người Homo erectus bản địa chứ không phải từ Homo sapiens châu Phi như sự tiến hóa của các dân tộc khác. Roberts đã đến thăm hang động Zhoukoudian (Chu Khẩu Điếm), nơi đã phát hiện Người vượn Bắc Kinh, thuộc loài Homo erectus được cho là tổ tiên của người Trung Quốc. Người Trung Quốc tin tưởng mãnh liệt rằng họ có nguồn gốc khác với các dân tộc khác. Roberts thấy rằng những đặc tính hình thể của người Trung Quốc hiện đại và trong hộp sọ hóa thạch, như xương gò má rộng, hình dạng hộp sọ và những răng cửa hình xẻng là các đặc điểm không có trong hầu như tất cả mọi người khác. Có lẽ đó là do điều kiện địa lý. Cô cũng thấy rằng các công cụ bằng đá được tìm thấy ở Trung Quốc có vẻ nguyên thủy hơn so với các nơi khác, và suy luận rằng chúng đã được sản xuất chỉ từ Homo erectus bản địa. Tuy nhiên, cô lưu ý rằng các bằng chứng từ sọ chỉ để tham khảo. Cô phỏng vấn một nhà khảo cổ học Mỹ, người trình bày giả thuyết rằng người Trung Quốc cổ đại sử dụng tre thay cho đá, để giải thích sự vắng mặt của công cụ bằng đá tinh vi, mặc dù chưa có bằng chứng khảo cổ học hỗ trợ cho giả thuyết này.
Cuối cùng, Roberts phỏng vấn nhà di truyền học Trung Quốc Jin Li (Kim Lực, 金力), người điều hành ở Trung Quốc trong Dự án bản đồ gene người, đã nghiên cứu lấy mẫu DNA hơn 12.000 cá thể sống rải rác khắp Trung Quốc từ 160 nhóm dân tộc. Nghiên cứu ban đầu đưa ra giả thuyết rằng người Trung Quốc hiện đại tiến hóa từ người Homo erectus bản địa ở Trung Quốc, nhưng thực tế lại kết luận rằng người Trung Quốc đã không tiến hóa từ người vượn Bắc Kinh (Homo pekinensis), mà cũng di chuyển từ châu Phi đến như phần còn lại của dân cư thế giới.

### Châu Âu
Trong tập phim thứ ba, Roberts mô tả các làn sóng khác nhau của người hiện đại về mặt giải phẫu chiếm lĩnh lục địa châu Âu. Cô đi qua eo biển Bosphorus và ngược sông Danube, dọc theo lộ trình có thể của họ. Sau đó là mô tả cư dân người Neanderthal đã cư trú ở đó, và thăm Gibraltar, nơi được biết đến là di chỉ về những người Neanderthal cuối cùng. Cô chỉ ra sự khác biệt chính giữa Neanderthal và Homo sapiens là khả năng sáng tạo ra nghệ thuật, và thăm các bức tranh hang động ở Lascaux. Cô bàn về các lý thuyết giải thích lý do tại sao người châu Âu có làn da trắng, mô tả sự ra đời của ngành nông nghiệp, và thay đổi xã hội đã diễn ra thế nào khi thăm ngôi đền thời đồ đá mới ngoạn mục tại Göbekli Tepe ở đông nam Thổ Nhĩ Kỳ.

### Châu Úc
Trong tập phim thứ tư, Roberts thảo luận về những bằng chứng ở các di cốt hồ Mungo, trong đó đề xuất một cách bất ngờ rằng con người đến châu Úc từ trước khi họ đến châu Âu khá lâu, thậm chí là đi trực tiếp từ châu Phi đến châu Úc. Roberts cố gắng theo dõi cuộc hành trình này. Cô thăm một di chỉ ở Ấn Độ hiện rõ dấu hiệu rằng con người có mặt tại đây hồi 70.000 năm trước, trước khi siêu núi lửa Toba phủ tro lên di chỉ.
Sau đó, cô hướng đến người Negrito Semang ở khu vực Đông Nam Á, những người trông khác với các dân tộc châu Á khác, và là những người có thể được coi là con cháu của các nhóm người đầu tiên rời khỏi châu Phi. Cô mô tả sự phát hiện Homo floresiensis tầm vóc nhỏ ở Flores và cho thấy rằng họ có thể đã bị người hiện đại tiêu diệt. Cô mô tả cuộc vượt qua eo biển Torres bằng cách thử nghiệm với một chiếc bè tre. Cô kết luận bằng cuộc thăm một bộ lạc ở miền Bắc Australia có tích thần thoại mô tả nữ thần mẹ của họ đến từ khắp nơi trên biển.

### Châu Mỹ
Trong tập cuối, Roberts mô tả lý thuyết về cách con người đi qua từ châu Á đến châu Mỹ, trả lời cho câu hỏi làm thế nào họ đến được đó trong thời kỳ băng hà, khi các tuyến đường đến Bắc Mỹ đã bị chặn bởi các bức tường băng. Cô mô tả lý thuyết truyền thống mà "người Mỹ đầu tiên", là những người thuộc nền văn hóa Clovis, đến châu Mỹ thông qua một hành lang đất liền không có băng ở biển Bering vào cuối thời kỳ băng hà cách đây 13.000 năm, khi đó mực nước biển thấp hơn hiện nay đến 120 m.
Sau đó cô đến thăm các di chỉ khảo cổ ở Texas, Brazil, quần đảo California Channel, và Monte Verde ở miền nam Chile. Nó cho thấy di cốt người có tuổi 14.000 năm, chứng minh rằng trước đó con người phải đã đến đây theo một con đường khác. Cô cho thấy hộp sọ của Luzia Woman, tìm thấy ở Brazil, biểu thị các đặc trưng châu Úc chứ không phải là đặc trưng Đông Á của người Mỹ bản địa hiện đại. Một nhà khảo cổ học giải thích rằng những "người Mỹ đầu tiên" này có thể là nhóm người từ châu Á di cư đến đây trước khi có dòng người châu Á phát triển đặc điểm khuôn mặt đặc biệt hiện nay của họ. Roberts cho thấy "người Mỹ đầu tiên" có thể đã di cư xuống theo các bờ biển phía tây ở Bắc và Nam Mỹ vào thời kỳ đó không có băng.
Trong kết luận cô ghi chú rằng, khi người châu Âu hiện đại đến đây vào năm 1492, họ đã không coi người Mỹ bản địa như là con người hoàn thiện. Song ngày nay di truyền học và khảo cổ học hiện đại đã chứng minh rằng tất cả chúng ta cuối cùng đều có cội nguồn từ châu Phi.

## Các tập
| Tập | Tiêu đề         | Ngày phát  | Số người xem  |
| --- | --------------- | ---------- | ------------- |
| 1   | "Out of Africa" | 10/05/2009 | 2.22m (9.7%)  |
| 2   | "Asia"          | 17/05/2009 | 2.34m (10.2%) |
| 3   | "Europe"        | 24/05/2009 | 1.66m (7.2%)  |
| 4   | "Australia"     | 31/05/2009 | 2.11m (9.9%)  |
| 5   | "The Americas"  | 14/06/2009 | 1.86m (8.7%)  |